# Per Samzelius
Per Samzelius, född 20 mars 1827 i Kumla församling, Örebro län, död 22 juli 1899 i Maria Magdalena församling, Stockholms stad, var en svensk statskommissarie och riksdagsman.
Samzelius var statskommissarie. I riksdagen var han ledamot av första kammaren 1875–1884, invald i Kristianstads läns valkrets, samt 1886–1895 invald i Kalmar läns södra valkrets.